# Paradoxophyla
Paradoxophyla là một chi động vật lưỡng cư trong họ Nhái bầu, thuộc bộ Anura. Chi này có 2 loài và không bị đe dọa tuyệt chủng.

## Các loài
- Paradoxophyla palmata (Guibé, 1974)
- Paradoxophyla tiarano Andreone, Aprea, Odierna, & Vences, 2006

## Hình ảnh

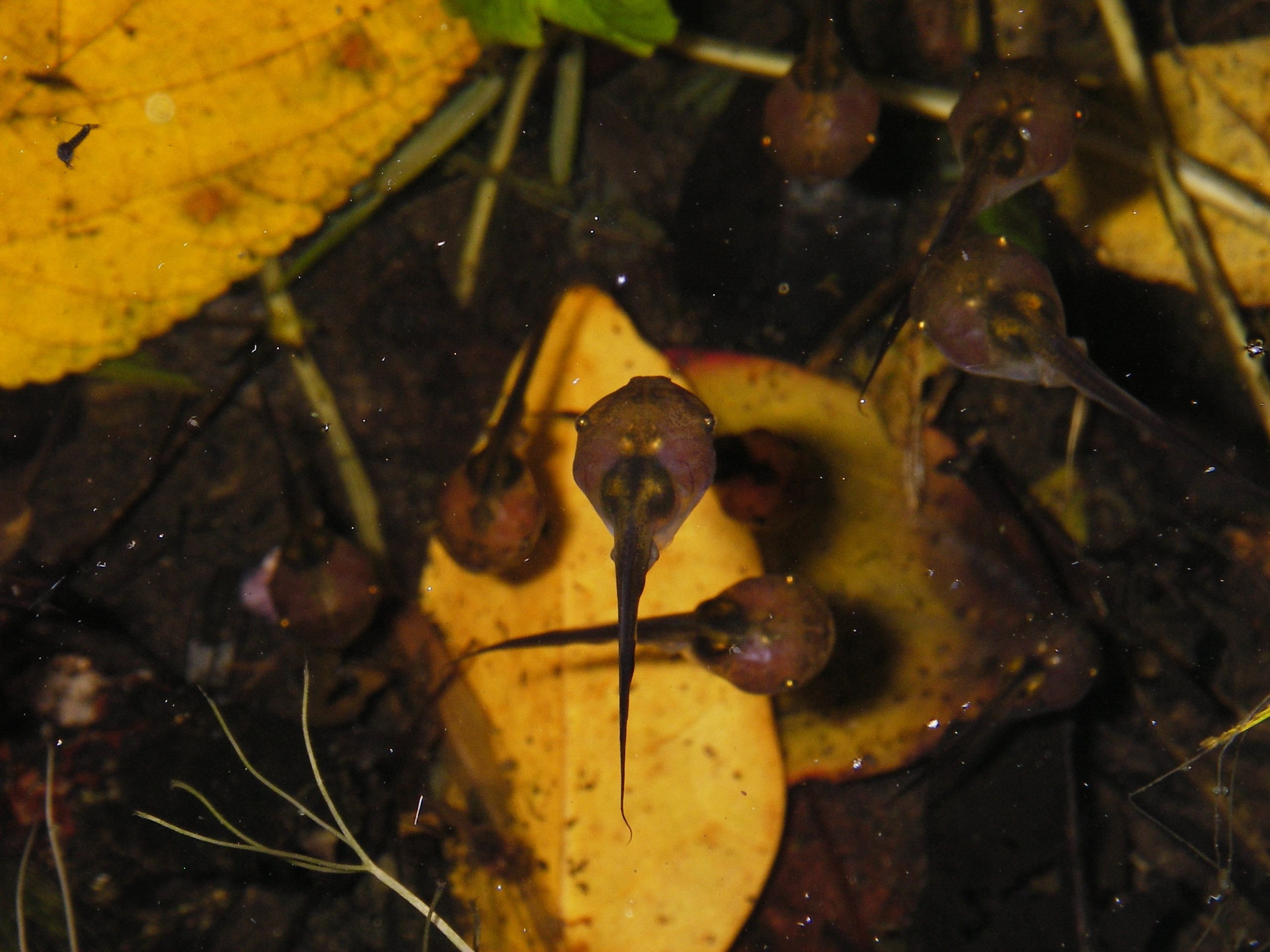